# Conus boeticus
El Conus boeticus es una especie de caracol de mar, un molusco gasterópodo marino en la familia Conidae familia, los caracoles cono y sus aliados.
Al igual que todas las especies dentro del género Conus, estos caracoles son depredadores y venenosos.

## Descripción
El tamaño de la concha varía entre 15 mm y 40 mm. La espiral estriada es ligeramente tuberculada. La espiral del cuerpo es granular, estriado hacia la base. El color de la concha es blanco, jaspeado de castaño o chocolate, con hileras de puntos giratorios de castaño.

## Distribución
Esta especie se distribuye en el Océano Índico a lo largo de Mozambique, las Seychelles y la cuenca de Islas Mascareñas y en el Océano Pacífico a lo largo de Japón, Indonesia, Fiyi y Australia.